# Varner-Gruppen
Varner-Gruppen AS er en tekstilvirksomhed i Norge med omkring 500 butikker rundt om i landet, inklusive Bik Bok, Carlings, Volt, Cubus, Dressmann, Solo, Urban, Vivikes, Wearhouse, Levi's Store og WOW. Butikkerne ligger i hele Skandinavien, Finland, Baltikum, Tyskland og Polen. Gruppen har over 1.100 butikker i alt.

## Historie
Varner-Gruppen blev grundlagt af Frank Varner i 1962, hvor han åbnede sin først ebutik. Fem år senere etablerede han Dressmann-kæden. I 1985 begyndte gruppen også at producere dametøj med etableringen af Carlings. Dette blev fulgt op med købet af Cubus (1989), Bik Bok (1991) og Vivikes (1994). 
I slutningen af 2000'erne åbnede Varner gennemsnitligt 80 butikker om året. Virksomheden er siden blevet overtaget af grundlæggeren Frank Varners børn Marius Varner, Petter Varner og Joakim Varner. Det er et privatejet firma og er ikke børsnoteret.